# Eurasier (Hunderasse)
Der Eurasier ist eine von der Fédération Cynologique Internationale (FCI) anerkannte deutsche Hunderasse (FCI-Gruppe 5, Sektion 5, Standard Nr. 291).

## Herkunft und Geschichtliches
Die Entstehung der Hunderasse Eurasier begann 1960 in Weinheim, als Julius Wipfel, der Gründer der Rasse, sich gemeinsam mit Charlotte Baldamus und einer kleinen Gruppe von Enthusiasten das Ziel setzte, eine neue Hunderasse als Schlittenhunde zu züchten, die auch als Familienhund geeignet sein sollte. Angeregt wurde Wipfel durch die Berichte von Konrad Lorenz, der Studien an einem Chow-Schäferhund-Mischling durchgeführt hatte. Konrad Lorenz und Ruth Gruhn vom Institut für Haustiergenetik an der Universität Göttingen leisteten Beihilfe bei der Zucht.
Durch die gezielte Kreuzung von Wolfsspitz-Hündinnen und Chow-Chow-Rüden entstanden zunächst Wolf-Chows, in die zwölf Jahre später Samojeden eingekreuzt wurden. Die Rasse wurde 1973 als Eurasier durch den Verband für das Deutsche Hundewesen (VDH) und die FCI anerkannt.

## Beschreibung
Der Eurasier ist ein mittelgroßer (bis 60 cm bei 32 kg), spitzartiger Familienhund mit mittelschwerem Körperbau. Als Farbschläge kommen vor: wolfsgrau, wolfsfarben, falben, rot, schwarz oder schwarz mit Abzeichen, ausgenommen reinweiß, weiß gescheckt und leberfarben. Das Fell des Eurasiers setzt sich aus dichter Unterwolle und langem Grannhaar zusammen. Kurzhaarige Eurasier kommen nur äußerst selten vor. Ein Eurasier hat eine blaue, mehr oder weniger blau gefleckte oder fleischfarbene Zunge.

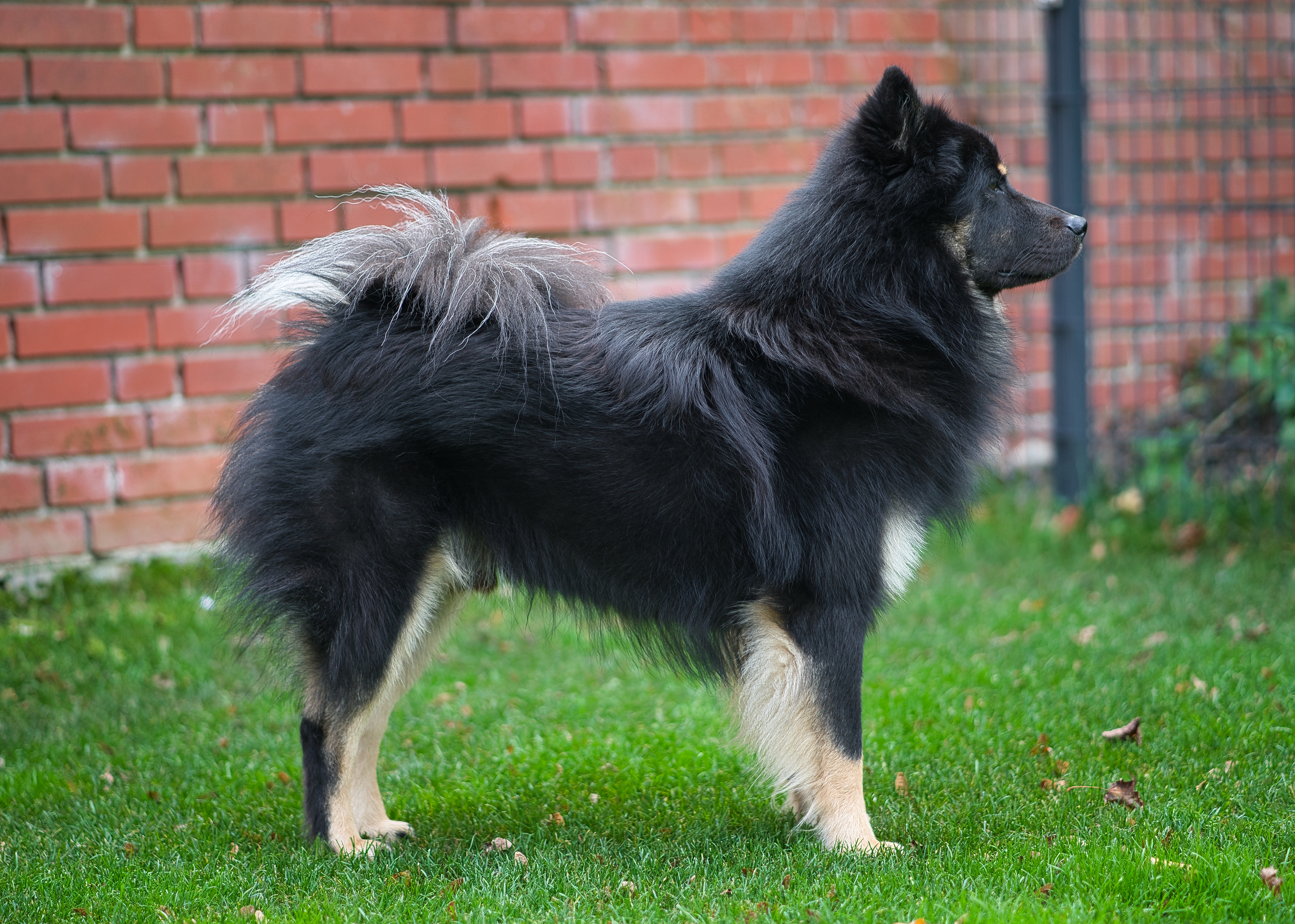
Schwarz mit Abzeichen

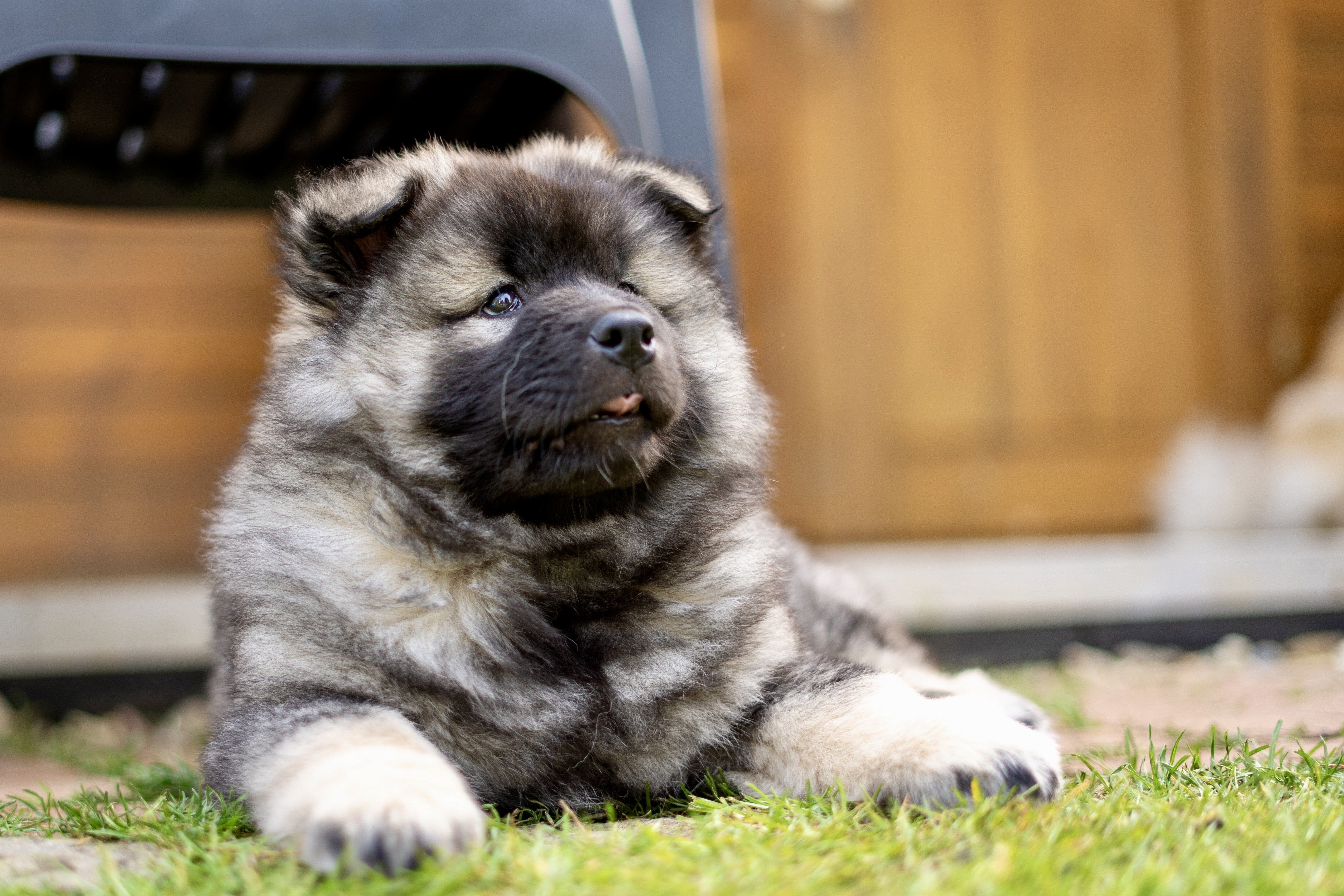
Wolfsgrauer Eurasier Welpe

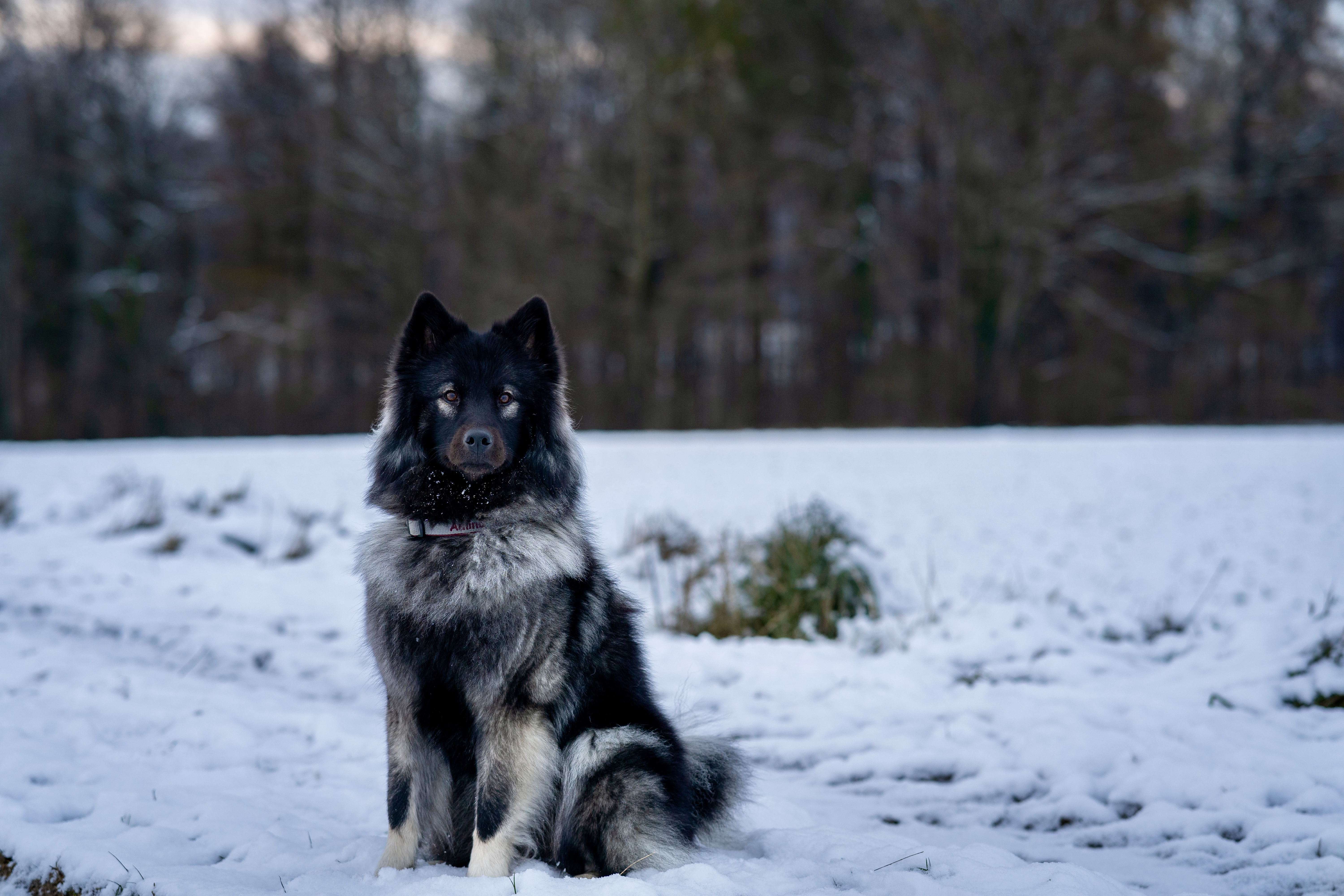
Eurasier wolfsgrau sitzend

## Wesen
Der Eurasier ist ein selbstbewusster, wachsamer, ruhiger und ausgeglichener Familienhund, der Eigenschaften der Ausgangsrassen in sich vereinigt. Er ist aufmerksam (Wolfsspitz), ohne bellfreudig zu sein. Gegenüber Fremden zeigt er Zurückhaltung (Chow-Chow), ohne jedoch ängstlich oder aggressiv zu sein. Er besitzt eine hohe Reizschwelle. Für seine Familie, zu der er ständigen Kontakt braucht, ist er ein freundlicher Begleiter (Samojede). Zur vollen Ausbildung dieser Merkmale braucht der Eurasier, wie jeder Hund, eine sachkundige, liebevolle und konsequente Erziehung.

## Zuchtvereine
In Deutschland, Österreich und der Schweiz existieren Zuchtvereine, die über ihre nationalen Dachverbände der FCI angeschlossen sind. Diese Vereine überwachen die Einhaltung der jeweiligen Zuchtstandards und koordinieren die Zuchtaktivitäten im Einklang mit den Vorgaben der FCI sowie der nationalen kynologischen Organisationen.
In Deutschland bestehen nach der Auflösung der Zuchtgemeinschaft für Eurasier e. V. (ZG) im Jahr 2023  zwei Eurasier-Vereine im Verband für das Deutsche Hundewesen (VDH): der Eurasier Klub e. V. Sitz Weinheim (EKW) und die Kynologische Zuchtgemeinschaft Eurasier e. V. (KZG).
In Österreich wird die Zucht des Eurasiers im Eurasier Club Austria (ECA) innerhalb des Österreichischen Kynologenverbands (ÖKV) betreut. In der Schweiz ist der Schweizer Eurasier Club (SEC) innerhalb der Schweizerischen Kynologischen Gesellschaft (SKG) für die Eurasierzucht zuständig.

## Krankheitsdispositionen
Eurasier haben eine höhere Disposition für eine Hypothyreose (Schilddrüsenunterfunktion); in einer Münchener Studie betrug die Prävalenz 3,9 Prozent.